# تسويق شبكي
التسويق الشبكي هو نوع من تسويق المنتجات أو الخدمات مبني على التسويق التواصلي حيث يقوم المستهلك بدعوة مستهلكين آخرين لشراء المنتج (سلعة) في مقابل عمولة، ويحصل أيضاً المستهلك الأول على نسبة من العمولة في حالة قيام العملاء ببيع المنتج لآخرين بحيث يصبح المستهلك على قمة هرم ويصبح لديهِ شبكة من الزبائن المشتركين بأسفله، أو عدد من العملاء قام بالشراء عن طريقهم، فالمنتج الذي تسوقهُ هذهِ الشركات مجرد ستار وذريعة للحصول على العمولات والأرباح.
استخدمت هذه الطريقة بدأً من منتصف القرن العشرين، واستعانت بها بعض الشركات نظراً لما تحققه من مبيعات عالية لمنتجاتها وتكلفتها أقل.
تحولت هذه الطريقة في الأونة الاخيرة إلى طريقة لتحقيق الأرباح فقط ولم تعد مجرد وسيلة من وسائل التسويق، مما جعلها محط انتقاد الكثيرين نظراً لإضافة منتجات وسلع لا قيمة لها أو زائدة عن قيمتها الاصلية، ويلجأ المستخدم لشراءها ليس بهدف الاستفادة منها بل من أجل السعي وراء الربح، مما يجعل المستخدمون على قمة الهرم يحققون أرباح خيالية بينما القاعدة الأكبر من العملاء في هذه الطريقة قد لا يحرزوا أي مكسب في النهاية.

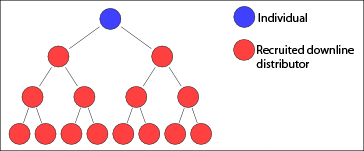
مخطط يوضح فكرة التسويق الشبكي

## التعريف
التسويق الشبكي أو التسويق المتعدد المستويات قد وصف من قبل المؤلف وبروفيسور التسويق الفرنسي Dominique Xardel بأنه مرادف للبيع المباشر Direct selling وفقا لxardwl ،البيع المباشر والتسوق الشبكي يشير إلى نظام التوزيع، في حين أن المصطلح التسويق المتعدد المستويات (MLM) تصف خطة التعويض. المصطلحات الأخرى التي قد تستخدم أحيانا لوصف التسويق متعدد المستويات تشمل "word-of-mouth marketing" و "interactive distribution" و "Relationship marketing". ولقد جادل النقاد بأن استخدام تسميات أو مصطلحات هي جهود للتمييز بين التسويق متعدد المستويات وبين خدعة تشارلز بونزي غير القانونية والرسائل المتسلسلة والأحتيال على المستهلكين.

## تاريخها
ظهرت الطريقة في أمريكا في عقد الثلاثينات أثناء فترة الكساد الكبير، والتي كانت عقب انتهاء الحرب العالمية الأولى، وكانت تعتمد على بيع المنتجات الصغيرة مقابل العمولة، وفي منتصف عقد الأربعينيات كانت هنالك شركة تدعى كاليفورنيا فيتامينس California Vitamins وقد انتبهت إلى أن أغلب زبائنها هم من أقارب وأصدقاء موظفيها، ولهذا اكتشفت هذه الشركة أيضا أنه من الأفضل أن يكون لديك كشركة عدد أكبر من المروجين يروجون لأعداد صغيرة من الناس، بدلاً من القلة التي تحاول الترويج لأكبر عدد ممكن من الناس. ولذلك، قررت الشركة أن تشجع مروجيها بالترويج عن منتجاتها بشكل أكبر، وأعطت هؤلاء الحق في دعوة مروجين جدد للشركة من أقاربهم وأصدقائهم، في المقابل، قامت الشركة بمكافأة هؤلاء المروجين بعمولات على حسب المبيعات التي قام بها فريقهم ككل.
بعد ذلك، وفي عام 1959 تحديدا، قام اثنان من المسوقين المستقلين لشركة California Vitamins والتي قد غيرت مسماها إلى NutraLife بإنشاء شركة خاصة بهما تعتمد كليا على التسويق الشبكي في تسويقها لمنتجاتها، وسمتها بايه أم واي A m Way. حيث كان اسم مؤسسين هذه الشركة ريتش ديفوس وجاي فان انديل.
وفي عام 1974، صدر قانون في الولايات المتحدة بمنع الشركات الهرمية، وكان هذا القرار بناء على مشروع قدمه السيناتور والتر موندالي، حيث وجهت دعوات قضائية ضد شركة ايه أم واي وغيرها من الشركات التي تتبع نظام التسويق الشبكي. ولقد أنفقت شركة ايه أم واي الملايين من الدولارات وبعد أربع سنوات في المحاكم للدفاع عن قانونيتها كشركة تتبع النظام الشبكي، وفي عام 1979، صدر حكم من المفوضية التجارية الفيدرالية بقانونية شركة ايه أم واي، وذلك لأنهم استبينوا الفرق بين الشركات الهرمية والشبكية، ولأن أرباح شركة ايه أم واي تعتمد على مبيعاتها للمنتجات، وليس على سعر اشتراك الأشخاص فيها.

## السلاسل التسويقية غير القانونية
من أبرز النقاط والأنشطة غير القانونية الموجهة لشركات التسويق الهرمي وهي ممنوعة في دول عديدة منها الولايات المتحدة.
1. إذ يتطلب دفع رسوم أو شراء المنتج لبدء التسويق بينما لا يشترط بالمسوق ان يشتري المنتج أو أن يدفع رسوم تسجيل في أي مكان في العالم.
2. تحصيل العمولات ناتج تجنيد مسوقين جدد يشترون المنتجات أو يدفعون رسوم التسجيل وهذه هي وسيلة الربح الحقيقية والوحيدة، وأحياناً في الاهرام التسويقية غير القانونية ستجد ان المروجين يطلبون منك ان تستدين المال، وسيعدونك بأمور كبيرة وستسمع كلمات أكبر لكنك لن ترى أكثر من الكلمات.
3. المنتج يباع بسعر غير منطقي أو يكون غامضاً أو قابلاً للتغيير لاحقاً، وهو وسيلة لدخول الهرم فقط.
4. وعود بثروات ومدخول عالي جداً خلال فترة زمنية قصيرة، بينما في عمليات التسويق الاعتيادية ستربح من خلال المبيعات فقط ولا أحد سيعدك بالكثير من الأرباح.
5. دعوة الأصدقاء المقربين والثقاة والأقارب من اأساسيات عمل التسويق الهرمي غير القانوني، بينما في عمليات التسويق لا يحتاج إلى من يثقون بهِ لبيع المنتج، ولكن طالما أن المنتج حقيقي لماذا لا يمكن أن نبيعه لأي كان؟
6. لا يوجد بيع مباشر أو موجود بشكل غطاء للتضليل ولا يشكل نسبة مقبولة من المبيعات والبيع في الغالب للمسوقين فقط داخل الهرم التسويقي، بينما في السلاسل التسويقية القانونية يبيع الجميع مبيعات مباشرة ولا ينحصر البيع بالمسوقين وتجنيد المسوقين.
7. تتوقف العمولات بتوقف الذين هم دونك في الهرم وتحتاج إلى تجنيد مسوقين اضافيين لإكمال عملية توازنهم في جهة اليمين واليسار من الهرم ( أي انك تضطر لبذل جهد اضافي بدل المسوق المتوقف) وغير ذلك من الشروط غير المعقولة لتحقيق الربح، بينما يمكن في السلاسل التسويقية الاعتيادية ان تبيع المنتجات وان تربح حتى لو لم يكن تحتك في السلسلة التسويقية أي شخص أو شخص واحد أو عشرين شخص.
8. لا توجد نهاية للتسويق الهرمي وينهار الهرم الشخصي بتوقف أي عضو من الذين دونك مهما كان مستوى الطبقة التي هو فيها أو توقف كامل نظام العمولات نتيجة هرب أصحاب الشبكة أو اعتقالهم بعد اتضاح أن العملية برمتها هي دائرة لجمع المال لمجموعة من الأشخاص وليست عملية تسويقية حقيقة وأيضاً بعد اكتشاف أمر البضائع وحقيقتها.

## في الأديان

### الإسلام
فتوى اللجنة الدائمة للبحوث العلمية والإفتاء بالسعودية بهذا الشأن وهي: هذا النوع من المعاملات محرم، وذلك أن مقصود المعاملة هو العمولات وليس المنتج، فالعمولات تصل إلى عشرات الآلاف، في حين لا يتجاوز ثمن المنتج بضع مئات، وكل عاقل إذا عرض عليه الأمران فسيختار العمولات، ولهذا كان اعتماد هذه الشركات في التسويق والدعاية لمنتجاتها هو إبراز حجم العمولات الكبيرة التي يمكن أن يحصل عليها المشترك، وإغراؤه بالربح الفاحش مقابل مبلغ يسير من المال هو ثمن المنتج، فالمنتج الذي تسوقه هذه الشركات مجرد ستار وذريعة للحصول على العمولات والأرباح، ولما كانت هذه هي حقيقة هذه المعاملة، فهي محرمة شرعاً وذلك بسبب:
أولاً: أنها تضمنت الربا بنوعيه، ربا الفضل وربا النسيئة، فالمشترك يدفع مبلغاً قليلاً من المال ليحصل على مبلغ كبير منه، فهي نقود تبدل بنقود مع التفاضل والتأخير، وهذا هو الربا المحرم بالنص والإجماع، والمنتج الذي تبيعه الشركة على العميل ما هو إلا ستار للمبادلة، فهو غير مقصود للمشترك، فلا تأثير لهُ في الحكم.
ثانياً: أنها من الغرر المحرم شرعاً في دين الإسلام، لأن المشترك لا يدري هل ينجح في تحصيل العدد المطلوب من المشتركين أم لا؟ والتسويق الشبكي أو الهرمي مهما استمر فإنه لا بد أن يصل إلى نهاية يتوقف عندها، ولا يدري المشترك حين انضمامه إلى الهرم هل سيكون في الطبقات العليا منه فيكون رابحاً، أو في الطبقات الدنيا فيكون خاسراً؟ والواقع أن معظم أعضاء الهرم خاسرون إلا القلة القليلة في أعلاه، فالغالب إذن هو الخسارة، وهذه هي حقيقة الغرر، وهي التردد بين أمرين أغلبهما أخوفهما، وقد نهى النبي محمد عن الغرر، كما رواه مسلم في صحيحه.
ثالثاً: ما اشتملت عليه هذه المعاملة من أكل الشركات لأموال الناس بالباطل، حيث لا يستفيد من هذا العقد إلا الشركة ومن ترغب إعطاءه من المشتركين بقصد خدع الآخرين، وهذا الذي جاء النص بتحريمه في القرآن: ( يَا أَيُّهَا الَّذِينَ آمَنُوا لا تَأْكُلُوا أَمْوَالَكُمْ بَيْنَكُمْ بِالْبَاطِلِ) {سورة النساء: 29}.
رابعاً: ما في هذه المعاملة من الغش والتدليس والتلبيس على الناس، من جهة إظهار المنتج وكأنه هو المقصود من المعاملة والحال خلاف ذلك، ومن جهة إغرائهم بالعمولات الكبيرة التي لا تتحقق غالباً، وهذا من الغش المحرم شرعاً، وقد قال النبي محمد: من غش فليس مني ـ رواه مسلم في صحيحه وقال أيضاً: البيعان بالخيار ما لم يتفرقا، فإن صدقا وبيّنا بورك لهما في بيعهما، وإن كذبا وكتما محقت بركة بيعهما ـ (حديث متفق عليه)، وأما القول بأن هذا التعامل من السمسرة، فهذا غير صحيح، إذ السمسرة عقد يحصل السمسار بموجبه على أجر لقاء بيع السلعة، أما التسويق الشبكي فإن المشترك هو الذي يدفع الأجر لتسويق المنتج، كما أن السمسرة مقصودها تسويق السلعة حقيقة، بخلاف التسويق الشبكي فإن المقصود الحقيقي منه هو تسويق العمولات وليس المنتج، ولهذا، فإن المشترك يسوِّق لمن يُسوِّق لمن يُسوِّق، هكذا بخلاف السمسرة التي يُسوق فيها السمسار لمن يريد السلعة حقيقة، فالفرق بين الأمرين ظاهر، وأما القول بأن العمولات من باب الهبة فليس بصحيح، ولو سُلِّمَ فليس كل هبة جائزة شرعاً، فالهبة على القرض ربا، ولذلك قال عبد الله بن سلام لأبي بردة رضي الله عنهما: إنك في أرض، الربا فيها فاش، فإذا كان لك على رجل حق فأهدى إليك حمل تبن أو حمل شعير أو حمل قَتٍّ فإنه ربا ـ رواه البخاري في الصحيح. والهبة تأخذ حكم السبب الذي وجدت لأجله ولذلك قال النبي محمد ـ في العامل الذي جاء يقول: هذا لكم وهذا أهدي إلي، فقال النبي محمد: أفلا جلست في بيت أبيك وأمك فتنظر أيهدى إليك أم لا؟ متفق عليه، وهذه العمولات إنما وجدت لأجل الاشتراك في التسويق الشبكي، فمهما أعطيت من الأسماء، سواء هدية أو هبة أو غير ذلك، فلا يغير ذلك من حقيقتها وحكمها شيئاً.